# Eoneureclipsis alekto
Eoneureclipsis alekto is een schietmot uit de familie Psychomyiidae. De soort komt voor in het Oriëntaals gebied.